# Praia da Barra do Itanhém (Alcobaça)

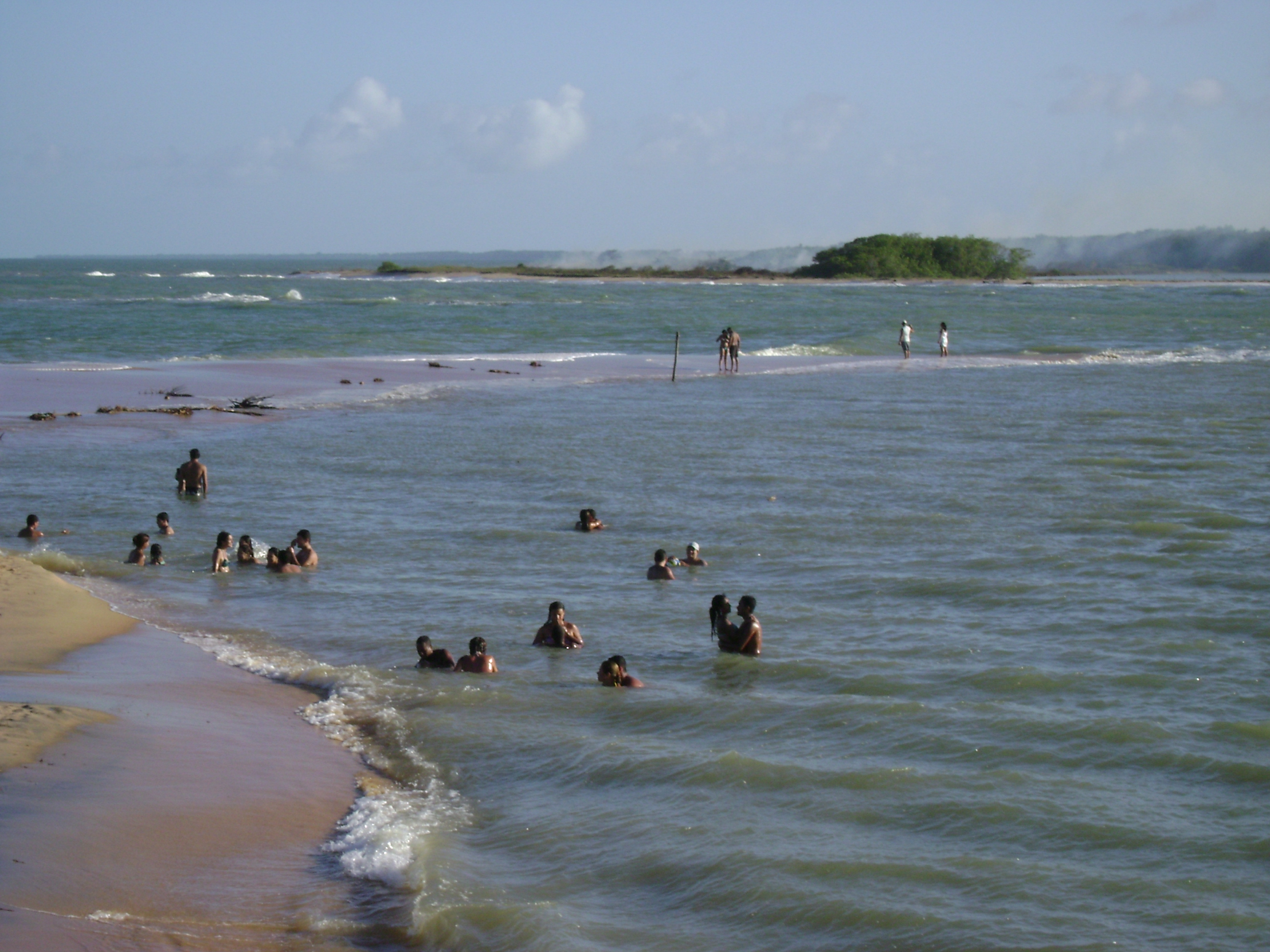
A foz do rio Itanhém.

A Praia da Barra do Itanhém, em Alcobaça, é a praia onde há a foz do rio Itanhém.
É famosa por ser um lugar onde se acham facilmente as tariobas (moluscos comestíveis).

## Galeria

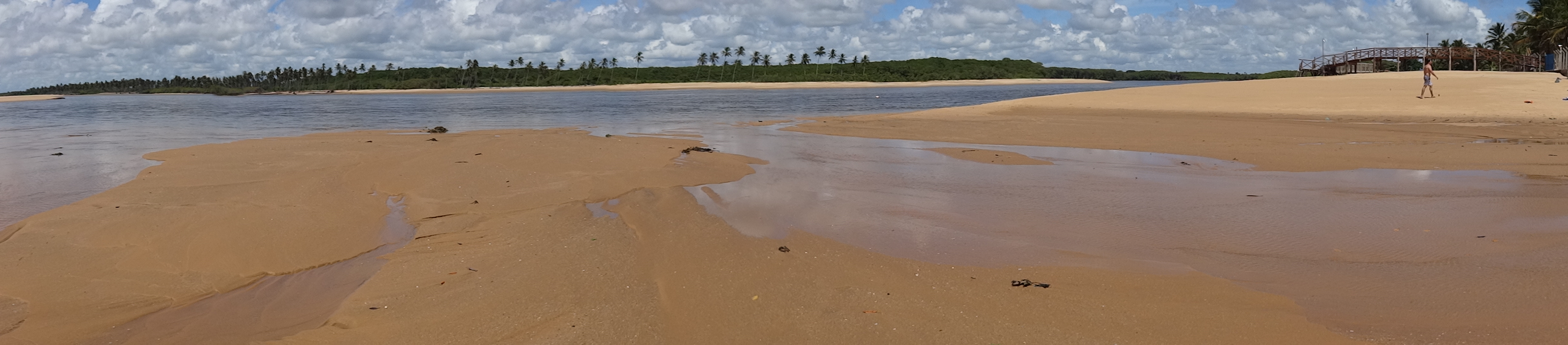
Panorama da barra.
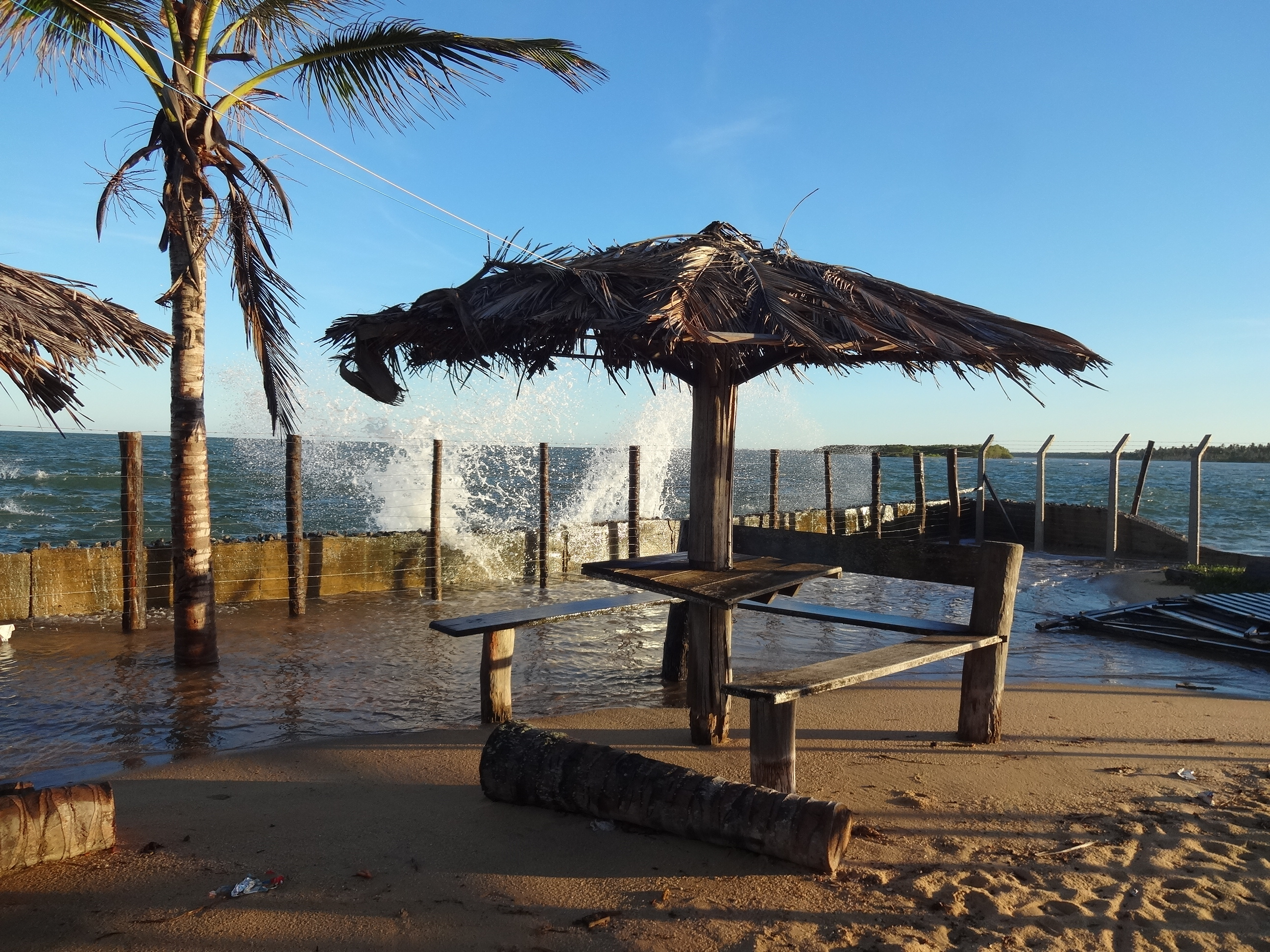
Mar quebrando próximo a barraca na praia.
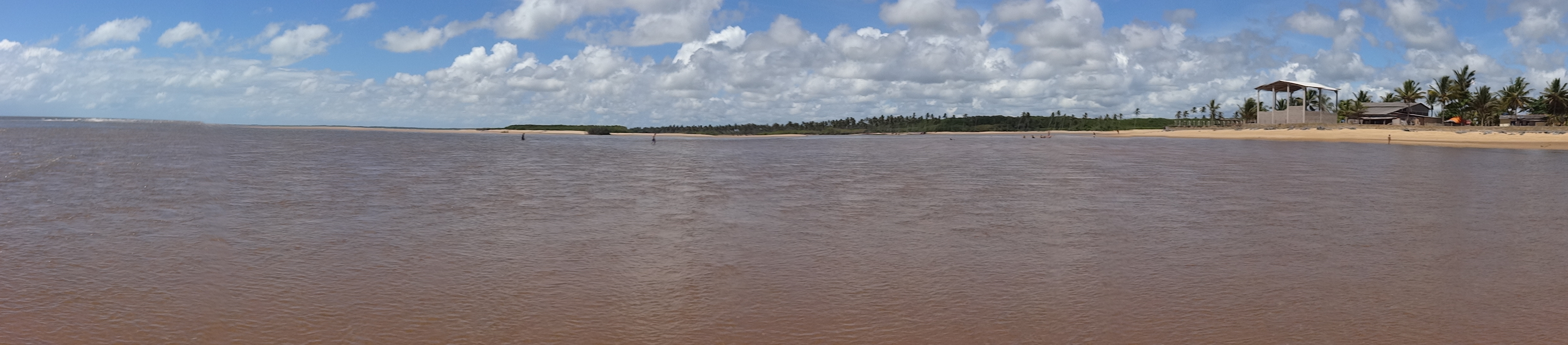
Panorama da barra.
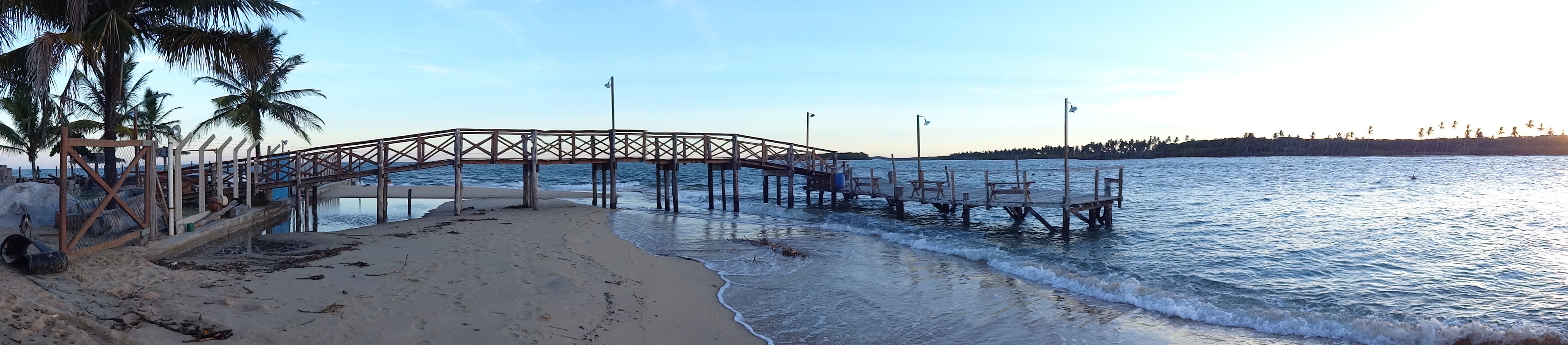
Ponte na barra.